# Padina (Warna)
Padina (bulgarisch Падина) ist ein Dorf in der Gemeinde Dewnja in der Oblast Warna in Nordostbulgarien.
Das Dorf liegt 30 km westlich von Warna, acht Kilometer südlich der Stadt Dewnja und hat 328 Einwohner. Im Dorf betreibt man Landwirtschaft und Selbstversorgung. Über das Dorf wurde ein Bildband herausgegeben, der das neuzeitliche Dorfleben beschreibt. Ein Salztagebau, in dem über Jahrhunderte Steinsalz gewonnen wurde, wurde vor Jahren eingestellt. Einige Hügel des Vorbalkans durchziehen das Dorf.
Der alte Name des Dorfes war bis zum 14. August 1934 Kopustschij (bulgarisch Копусчий) oder Kupuchtschii (bulgarisch Купухчии).
Wie in vielen bulgarischen Dörfern hat die Einwohnerzahl des Dorfes abgenommen, 1985 hatte das Dorf noch 543 Einwohner.

## Töchter und Söhne
- Weliko Stojanow (* 1943), bulgarischer Schauspieler